# Sztárban sztár (hetedik évad)
A Sztárban sztár című zenés show-műsor hetedik évada 2020. augusztus 30-án vette kezdetét a TV2-n.
2020 májusában jelentette be Fischer Gábor, a csatorna programigazgatója, hogy 2020 őszén egy év kihagyás után visszatér az eredeti Sztárban sztár, ugyanis az eredetileg tervezett Sztárban sztár leszek! második évadát a COVID–19 koronavírus-világjárvány miatt 2021 őszére halasztották. A nézők ezúttal is a TV2 Live mobilapplikáción keresztül szavazhattak a versenyzőkre, viszont a régi rendszer szerint zöld like (tetszik), illetve piros dislike (nem tetszik) jellel lehetett szavazni a produkciók ideje alatt. Az évad újítása az volt, hogy a döntőben a produkciók mindkét köre után indult egy szimpátiaszavazás, ahol a nézők SMS-ben is szavazhattak, valamint a részeredmény-hirdetés utáni végső szavazáson is voksolhattak SMS-ben, az így leadott szavazatok tíz applikációs voksot értek.
A műsorvezető változatlanul Till Attila volt, aki ezt a pozíciót hatodik alkalommal látta el. A zsűriben Liptai Claudia, Majka és Stohl András már nem voltak benne, egyedül Papp Szabolcs maradt az előző évadból, mellé érkezett Köllő Babett, Kökény Attila és visszatért a zsűribe Bereczki Zoltán.
Az évad a műsor története során először tizenegy részes volt, vasárnap esténként sugározta a TV2. A döntőre november 8-án került sor, ahol a hetedik széria győztese Szabó Ádám lett, így ő nyerte el a „Magyarország legsokoldalúbb előadóművésze” címet 2020-ban. Az évad során 107 produkciót és 121 átalakulást láthattak a nézők.
A hetedik évadnak volt egy különkiadása az első hat adás legjobb pillanataiból összeállítva 2020. október 10-én 16:50-től Sztárban sztár a javából címmel, valamint egy szilveszteri különkiadás is látható volt Sztárban sztár a javából – 2020 szilveszter címmel december 31-én, szilveszter este 21:25-től éjfélig.

## Versenyzők
Az évad szereplőit augusztus 17-én egy sajtótájékoztató keretein belül jelentették be.
| - Curtis - Horváth Boldi - Molnár Tamás - Pély Barna - Szabó Ádám - Vastag Csaba | - Fésűs Nelly - Miss Mood - Opitz Barbi - Pálmai Anna - Péter Szabó Szilvia - Tóth Andi |

## Összesített eredmények
| – Az előadó továbbjutott                          |
| – A legtöbb szavazattal rendelkező előadó         |
| – A két legkevesebb szavazattal rendelkező előadó |
| – Az előadó kiesett                               |
| – Az előadó nem vett részt az adásban             |
| – Az előadót kizárták a versenyből                |

| #   | Előadó              | 1. adás (augusztus 30.) | 2. adás (szeptember 6.) | 3. adás (szeptember 13.) | 4. adás (szeptember 20.) | 5. adás (szeptember 27.) | 6. adás (október 4.)  | 7. adás (október 11.) | 8. adás (október 18.) | 9. adás (október 25.) | 10. adás (november 1.)          | 11. adás (november 8.)          |
| --- | ------------------- | ----------------------- | ----------------------- | ------------------------ | ------------------------ | ------------------------ | --------------------- | --------------------- | --------------------- | --------------------- | ------------------------------- | ------------------------------- |
| 1.  | Szabó Ádám          | Továbbjutott            | Továbbjutott            | Továbbjutott             | Továbbjutott             | Továbbjutott             | Továbbjutott          | Továbbjutott          | Továbbjutott          | Továbbjutott          | Továbbjutott                    | 1. helyezett a döntőben         |
| 2.  | Tóth Andi           | Továbbjutott            | Továbbjutott            | Továbbjutott             | Továbbjutott             | Továbbjutott             | Továbbjutott          | Továbbjutott          | Továbbjutott          | Továbbjutott          | Továbbjutott                    | 2. helyezett a döntőben         |
| 3.  | Vastag Csaba        | Továbbjutott            | Továbbjutott            | Továbbjutott             | Továbbjutott             | Utolsó kettő             | Továbbjutott          | Továbbjutott          | Utolsó kettő          | Utolsó kettő          | Továbbjutott                    | 3. helyezett a döntőben         |
| 4.  | Curtis              | Továbbjutott            | Továbbjutott            | Továbbjutott             | Továbbjutott             | Továbbjutott             | Továbbjutott          | Továbbjutott          | Továbbjutott          | Továbbjutott          | Nem vett részt                  | Kizárták a 10. adásban          |
| 5.  | Horváth Boldi       | Továbbjutott            | Továbbjutott            | Utolsó kettő             | Továbbjutott             | Továbbjutott             | Továbbjutott          | Továbbjutott          | Továbbjutott          | Utolsó kettő          | Kiesett a 3., majd a 9. adásban | Kiesett a 3., majd a 9. adásban |
| 6.  | Miss Mood           | Továbbjutott            | Utolsó kettő            | Továbbjutott             | Utolsó kettő             | Továbbjutott             | Utolsó kettő          | Utolsó kettő          | Utolsó kettő          | Kiesett a 8. adásban  | Kiesett a 8. adásban            | Kiesett a 8. adásban            |
| 7.  | Opitz Barbi         | Továbbjutott            | Továbbjutott            | Továbbjutott             | Továbbjutott             | Továbbjutott             | Továbbjutott          | Utolsó kettő          | Kiesett a 7. adásban  | Kiesett a 7. adásban  | Kiesett a 7. adásban            | Kiesett a 7. adásban            |
| 8.  | Pély Barna          | Továbbjutott            | Továbbjutott            | Utolsó kettő             | Nem vett részt           | Nem vett részt           | Utolsó kettő          | Kiesett a 6. adásban  | Kiesett a 6. adásban  | Kiesett a 6. adásban  | Kiesett a 6. adásban            | Kiesett a 6. adásban            |
| 9.  | Molnár Tamás        | Továbbjutott            | Továbbjutott            | Továbbjutott             | Továbbjutott             | Utolsó kettő             | Kiesett az 5. adásban | Kiesett az 5. adásban | Kiesett az 5. adásban | Kiesett az 5. adásban | Kiesett az 5. adásban           | Kiesett az 5. adásban           |
| 10. | Péter Szabó Szilvia | Utolsó kettő            | Továbbjutott            | Továbbjutott             | Utolsó kettő             | Kiesett a 4. adásban     | Kiesett a 4. adásban  | Kiesett a 4. adásban  | Kiesett a 4. adásban  | Kiesett a 4. adásban  | Kiesett a 4. adásban            | Kiesett a 4. adásban            |
| 11. | Pálmai Anna         | Továbbjutott            | Utolsó kettő            | Kiesett a 2. adásban     | Kiesett a 2. adásban     | Kiesett a 2. adásban     | Kiesett a 2. adásban  | Kiesett a 2. adásban  | Kiesett a 2. adásban  | Kiesett a 2. adásban  | Kiesett a 2. adásban            | Kiesett a 2. adásban            |
| 12. | Fésűs Nelly         | Utolsó kettő            | Kiesett az 1. adásban   | Kiesett az 1. adásban    | Kiesett az 1. adásban    | Kiesett az 1. adásban    | Kiesett az 1. adásban | Kiesett az 1. adásban | Kiesett az 1. adásban | Kiesett az 1. adásban | Kiesett az 1. adásban           | Kiesett az 1. adásban           |

## Adások
Az évad újítása volt, hogy a zsűri tagjai minden adásban (kivéve a döntőben) a produkciók előadása után egy-egy versenyzőnek adhattak plusz 1 pontot.

### 1. adás (augusztus 30.)
- Közös produkció: Kings and Queens (Ava Max)

| #  | Előadó              | Dal                                          | Eredeti előadó                | Pontozás        | Pontozás      | Pontozás     | Pontozás      | Pontozás | Eredmény      |
| #  | Előadó              | Dal                                          | Eredeti előadó                | Bereczki Zoltán | Kökény Attila | Köllő Babett | Papp Szabolcs | Összesen | Eredmény      |
| -- | ------------------- | -------------------------------------------- | ----------------------------- | --------------- | ------------- | ------------ | ------------- | -------- | ------------- |
| 1  | Pély Barna          | You Could Be Mine                            | Axl Rose (Guns N’ Roses)      | 6               | 8             | 8+1          | 9             | 32       | Továbbjutott  |
| 2  | Miss Mood           | Don't Start Now                              | Dua Lipa                      | 7+1             | 8             | 8            | 9+1           | 34       | Továbbjutott  |
| 3  | Curtis              | Yo-Yo                                        | Csepregi Éva (Neoton Família) | 7               | 10            | 10           | 7             | 34       | Továbbjutott  |
| 4  | Opitz Barbi         | Loco Contigo                                 | J Balvin                      | 9               | 10            | 9            | 10            | 38       | Továbbjutott  |
| 5  | Molnár Tamás        | bad guy                                      | Billie Eilish                 | 5               | 8             | 8            | 9             | 30       | Továbbjutott  |
| 6  | Vastag Csaba        | Fire                                         | H.P. Baxxter (Scooter)        | 8               | 9             | 9            | 9             | 35       | Továbbjutott  |
| 7  | Tóth Andi           | Nádfedeles kulipintyó                        | Bangó Margit                  | 10              | 10            | 9            | 10            | 39       | Továbbjutott  |
| 8  | Szabó Ádám          | Giant                                        | Rag’n’Bone Man                | 10              | 10            | 10           | 10            | 40       | Továbbjutott  |
| 9  | Péter Szabó Szilvia | E.T.                                         | Katy Perry                    | 6               | 8             | 8            | 7             | 29       | Utolsó előtti |
| 10 | Horváth Boldi       | Szeretlek is, meg nem is / Létezem / Bombázó | Szikora Róbert (R-GO)         | 8               | 9+1           | 9            | 8             | 35       | Továbbjutott  |
| 11 | Pálmai Anna         | Blöff                                        | Hiro (AK26)                   | 10              | 10            | 10           | 10            | 40       | Továbbjutott  |
| 12 | Fésűs Nelly         | Zene nélkül mit érek én?                     | Máté Péter                    | 6               | 8             | 9            | 8             | 31       | Kiesett       |

### 2. adás (szeptember 6.)
- Közös produkció: I Got You (Bebe Rexha)

| #  | Előadó              | Dal                              | Eredeti előadó                  | Pontozás        | Pontozás      | Pontozás     | Pontozás      | Pontozás | Eredmény      |
| #  | Előadó              | Dal                              | Eredeti előadó                  | Bereczki Zoltán | Kökény Attila | Köllő Babett | Papp Szabolcs | Összesen | Eredmény      |
| -- | ------------------- | -------------------------------- | ------------------------------- | --------------- | ------------- | ------------ | ------------- | -------- | ------------- |
| 1  | Tóth Andi           | Dance Monkey                     | Tones and I                     | 9               | 9             | 9            | 10            | 37       | Továbbjutott  |
| 2  | Horváth Boldi       | Strong Enough                    | Cher                            | 8               | 9             | 9            | 8+1           | 35       | Továbbjutott  |
| 3  | Molnár Tamás        | Sweet Dreams                     | Marilyn Manson (Marilyn Manson) | 8               | 8             | 10           | 8             | 34       | Továbbjutott  |
| 4  | Vastag Csaba        | Jajj, cigány                     | Simándy József                  | 7               | 8+1           | 9            | 9             | 34       | Továbbjutott  |
| 5  | Pálmai Anna         | Frozen                           | Madonna                         | 7+1             | 9             | 8+1          | 8             | 34       | Kiesett       |
| 6  | Pély Barna          | Good Luck                        | Lisa Kekaula                    | 10              | 10            | 10           | 10            | 40       | Továbbjutott  |
| 7  | Miss Mood           | Better Now                       | Post Malone                     | 6               | 8             | 8            | 7             | 29       | Utolsó előtti |
| 8  | Curtis              | Daddy Cool / Ma Baker / Rasputin | Bobby Farrell (Boney M.)        | 8               | 10            | 9            | 9             | 36       | Továbbjutott  |
| 9  | Opitz Barbi         | Someone like You                 | Adele                           | 10              | 10            | 10           | 10            | 40       | Továbbjutott  |
| 10 | Péter Szabó Szilvia | Smells Like Teen Spirit          | Kurt Cobain (Nirvana)           | 6               | 8             | 8            | 8             | 30       | Továbbjutott  |
| 11 | Szabó Ádám          | Ádám, hol vagy?                  | Fenyvesi Gabi                   | 9               | 9             | 9            | 10            | 37       | Továbbjutott  |

### 3. adás (szeptember 13.)
A harmadik adásban jelentették be a Dancing with the Stars című táncos show-műsor első évadának versenyzőit, zsűritagjait és műsorvezetőit. 
- Közös produkció: Faith (Galantis, Dolly Parton & Mr. Probz)

| #  | Előadó              | Dal                 | Eredeti előadó                     | Pontozás        | Pontozás      | Pontozás     | Pontozás      | Pontozás | Eredmény      |
| #  | Előadó              | Dal                 | Eredeti előadó                     | Bereczki Zoltán | Kökény Attila | Köllő Babett | Papp Szabolcs | Összesen | Eredmény      |
| -- | ------------------- | ------------------- | ---------------------------------- | --------------- | ------------- | ------------ | ------------- | -------- | ------------- |
| 1  | Horváth Boldi       | Boogie Wonderland   | Maurice White (Earth, Wind & Fire) | 8               | 8             | 9+1          | 8             | 34       | Kiesett       |
| 2  | Péter Szabó Szilvia | …Baby One More Time | Britney Spears                     | 8               | 9             | 9            | 9             | 35       | Továbbjutott  |
| 3  | Molnár Tamás        | Reptér              | Korda György                       | 8               | 8             | 9            | 8+1           | 34       | Továbbjutott  |
| 4  | Pély Barna          | Vallomás            | Kasza Tibor                        | 7+1             | 9+1           | 8            | 7             | 33       | Utolsó előtti |
| 5  | Tóth Andi           | If I Had You        | Adam Lambert                       | 9               | 10            | 10           | 10            | 39       | Továbbjutott  |
| 6  | Vastag Csaba        | Hello, Dolly!       | Louis Armstrong                    | 10              | 10            | 10           | 10            | 40       | Továbbjutott  |
| 7  | Szabó Ádám          | Blame               | John Newman                        | 9               | 8             | 9            | 8             | 34       | Továbbjutott  |
| 8  | Opitz Barbi         | Billie Jean         | Michael Jackson                    | 9               | 9             | 9            | 9             | 36       | Továbbjutott  |
| 9  | Miss Mood           | Végem               | Opitz Barbi                        | 8               | 9             | 9            | 10            | 36       | Továbbjutott  |
| 10 | Curtis              | Anaconda            | Nicki Minaj                        | 7               | 9             | 10           | 8             | 34       | Továbbjutott  |

### 4. adás (szeptember 20.)
Pély Barna koronavírus tesztje az adás napján pozitív lett, így meggyógyulásáig nem szerepelt a műsorban, helyét az előző héten kieső Horváth Boldi vette át.
- Közös produkció: Knock on Wood (Amii Stewart)

| # | Előadó              | Dal                                                                                   | Eredeti előadó | Pontozás        | Pontozás      | Pontozás     | Pontozás      | Pontozás | Eredmény      |
| # | Előadó              | Dal                                                                                   | Eredeti előadó | Bereczki Zoltán | Kökény Attila | Köllő Babett | Papp Szabolcs | Összesen | Eredmény      |
| - | ------------------- | ------------------------------------------------------------------------------------- | -------------- | --------------- | ------------- | ------------ | ------------- | -------- | ------------- |
| 1 | Molnár Tamás        | So What                                                                               | Pink           | 10              | 10            | 10           | 10            | 40       | Továbbjutott  |
| 2 | Szabó Ádám          | Hajmási Péter, Hajmási Pál                                                            | Oszvald Marika | 10              | 10            | 9            | 10            | 39       | Továbbjutott  |
| 3 | Opitz Barbi         | Don’t Stop The Music / Only Girl (In the World) / We Found Love / Where Have You Been | Rihanna        | 10              | 10            | 10           | 10            | 40       | Továbbjutott  |
| 4 | Tóth Andi           | Hosszú idők                                                                           | Tóth Gabi      | 10              | 10            | 10           | 10            | 40       | Továbbjutott  |
| 5 | Curtis              | Ding Dong                                                                             | Csonka András  | 9+1             | 9+1           | 10+1         | 8             | 39       | Továbbjutott  |
| 6 | Péter Szabó Szilvia | Despacito                                                                             | Luis Fonsi     | 9               | 9             | 10           | 8+1           | 37       | Kiesett       |
| 7 | Miss Mood           | Csepereg az eső                                                                       | Rostás Szabika | 10              | 9             | 10           | 10            | 39       | Utolsó előtti |
| 8 | Horváth Boldi       | Lehetne újra február                                                                  | Curtis         | 10              | 10            | 10           | 10            | 40       | Továbbjutott  |
| 9 | Vastag Csaba        | Poker Face / Born This Way / Bad Romance                                              | Lady Gaga      | 10              | 10            | 10           | 10            | 40       | Továbbjutott  |

- Extra produkció: Margaret Island – Boldogságtól

### 5. adás (szeptember 27.)
- Közös produkció: Szeptember végén (Red Bull Pilvaker)

| # | Előadó        | Dal                                   | Eredeti előadó                    | Pontozás        | Pontozás      | Pontozás     | Pontozás      | Pontozás | Eredmény      |
| # | Előadó        | Dal                                   | Eredeti előadó                    | Bereczki Zoltán | Kökény Attila | Köllő Babett | Papp Szabolcs | Összesen | Eredmény      |
| - | ------------- | ------------------------------------- | --------------------------------- | --------------- | ------------- | ------------ | ------------- | -------- | ------------- |
| 1 | Szabó Ádám    | Get Busy                              | Sean Paul                         | 8               | 9             | 10           | 8+1           | 36       | Továbbjutott  |
| 2 | Vastag Csaba  | Sajtból van a Hold                    | Demjén Ferenc (Bergendy-együttes) | 7+1             | 9+1           | 9            | 8             | 35       | Utolsó előtti |
| 3 | Opitz Barbi   | Piros színű ruha                      | Nótár Mary                        | 10              | 10            | 10           | 10            | 40       | Továbbjutott  |
| 4 | Molnár Tamás  | Swalla                                | Jason Derulo                      | 9               | 9             | 9            | 10            | 37       | Kiesett       |
| 5 | Horváth Boldi | Nagy utazás                           | Presser Gábor                     | 9               | 10            | 10           | 9             | 38       | Továbbjutott  |
| 6 | Curtis        | Buli után a takarítás                 | Szinetár Dóra                     | 7               | 10            | 10+1         | 9             | 37       | Továbbjutott  |
| 7 | Miss Mood     | Akad amit, nem gyógyít meg az idő sem | Cserháti Zsuzsa                   | 8               | 8             | 9            | 10            | 35       | Továbbjutott  |
| 8 | Tóth Andi     | Proud Mary                            | Tina Turner                       | 10              | 10            | 10           | 10            | 40       | Továbbjutott  |

- Extra produkció: Rúzsa Magdi – 1x fent 1x lent

### 6. adás (október 4.)
- Közös produkció: Lonely (Joel Correy)

| # | Előadó        | Dal                                                                  | Eredeti előadó                   | Pontozás        | Pontozás      | Pontozás     | Pontozás      | Pontozás | Eredmény      |
| # | Előadó        | Dal                                                                  | Eredeti előadó                   | Bereczki Zoltán | Kökény Attila | Köllő Babett | Papp Szabolcs | Összesen | Eredmény      |
| - | ------------- | -------------------------------------------------------------------- | -------------------------------- | --------------- | ------------- | ------------ | ------------- | -------- | ------------- |
| 1 | Vastag Csaba  | Mambo No. 5 (A Little Bit of…)                                       | Lou Bega                         | 9+1             | 9             | 9            | 9             | 37       | Továbbjutott  |
| 2 | Miss Mood     | 7 Rings                                                              | Ariana Grande                    | 7               | 9+1           | 9+1          | 7             | 34       | Utolsó előtti |
| 3 | Horváth Boldi | Homokvár, légvár, kártyavár / Okosabban kéne élni / Nincs szerencsém | Meződi József (Apostol együttes) | 10              | 10            | 10           | 10            | 40       | Továbbjutott  |
| 4 | Tóth Andi     | Toy                                                                  | Netta                            | 10              | 10            | 10           | 10            | 40       | Továbbjutott  |
| 5 | Curtis        | Mindenki valakié                                                     | Charlie                          | 10              | 10            | 10           | 10            | 40       | Továbbjutott  |
| 6 | Szabó Ádám    | Crawling                                                             | Chester Bennington (Linkin Park) | 10              | 10            | 10           | 10            | 40       | Továbbjutott  |
| 7 | Opitz Barbi   | One Day in Your Life                                                 | Anastacia                        | 10              | 10            | 10           | 10            | 40       | Továbbjutott  |
| 8 | Pély Barna    | Shape of You                                                         | Ed Sheeran                       | 9               | 9             | 9            | 8+1           | 36       | Kiesett       |

- Extra produkció: Bagossy Brothers Company – Visszajövök

### 7. adás (október 11.)
A hetedik adásban a versenyzők egy szólóprodukcióval és egy versenytársaikkal közös produkcióval álltak színpadra. A közös produkciók során a versenyzők a zsűri pontjait külön-külön is megkapták. 
- Közös produkció: Savage Love (Jason Derulo & Jawsh 685)

| #                | Előadó                                       | Dal                                                                | Eredeti előadó                                | Pontozás        | Pontozás      | Pontozás     | Pontozás      | Pontozás | Eredmény      |
| #                | Előadó                                       | Dal                                                                | Eredeti előadó                                | Bereczki Zoltán | Kökény Attila | Köllő Babett | Papp Szabolcs | Összesen | Eredmény      |
| ---------------- | -------------------------------------------- | ------------------------------------------------------------------ | --------------------------------------------- | --------------- | ------------- | ------------ | ------------- | -------- | ------------- |
| 1                | Miss Mood                                    | Whenever, Wherever                                                 | Shakira                                       | 9+1             | 9             | 9            | 8             | 36       | Utolsó előtti |
| 2                | Opitz Barbi                                  | Meggyfa                                                            | Horváth Tamás                                 | 7               | 8+1           | 8            | 8             | 32       | Kiesett       |
| 3                | Horváth Boldi                                | Freestyler                                                         | Raymond Ebanks (Bomfunk MC’s)                 | 10              | 10            | 10           | 10            | 40       | Továbbjutott  |
| 4                | Vastag Csaba                                 | Sorry Seems to Be the Hardest Word                                 | Elton John                                    | 9               | 10            | 10           | 10            | 39       | Továbbjutott  |
| 5                | Szabó Ádám                                   | Runaway Baby                                                       | Bruno Mars                                    | 9               | 9             | 10           | 9+1           | 38       | Továbbjutott  |
| 6                | Tóth Andi                                    | Summer of ’69                                                      | Bryan Adams                                   | 10              | 10            | 10           | 10            | 40       | Továbbjutott  |
| 7                | Curtis                                       | Meghalok egy csókodért! / A Hold dala / Bad man / Szomorú szamuráj | Kozso (Ámokfutók)                             | 8               | 9             | 9+1          | 9             | 36       | Továbbjutott  |
| Közös produkciók |                                              |                                                                    |                                               |                 |               |              |               |          |               |
| 8                | Miss Mood Opitz Barbi Tóth Andi Vastag Csaba | Dübörög a ház                                                      | U-Kry MC Ducky (Emergency House) Zahír Herbie | 10              | 10            | 10           | 10            | 40       |               |
| 9                | Curtis Szabó Ádám Horváth Boldi              | Fáj még, ha néha felhívsz                                          | Bedhy Miss Bee (Bestiák) Honey                | 10              | 10            | 10           | 10            | 40       |               |

- Extra produkció: Wolf Kati – Boldogság utca 100.

### 8. adás (október 18.)
A nyolcadik adásban a versenyzők egy szólóprodukcióval és egy versenytársukkal alkotott duettel álltak színpadra. A duettek során kapott pontokat a két énekes külön-külön is megkapta. 
- Közös produkció: Salt (Ava Max feat. Bishop Briggs)

| #                | Előadó                 | Dal                                                              | Eredeti előadó              | Pontozás        | Pontozás      | Pontozás     | Pontozás      | Pontozás | Eredmény      |
| #                | Előadó                 | Dal                                                              | Eredeti előadó              | Bereczki Zoltán | Kökény Attila | Köllő Babett | Papp Szabolcs | Összesen | Eredmény      |
| ---------------- | ---------------------- | ---------------------------------------------------------------- | --------------------------- | --------------- | ------------- | ------------ | ------------- | -------- | ------------- |
| 1                | Vastag Csaba           | It’s Not Unusual / Sexbomb / If I Only Knew                      | Tom Jones                   | 9+1             | 10            | 10           | 10+1          | 41       | Utolsó előtti |
| 2                | Tóth Andi              | Boom a fejbe!                                                    | Ganxsta Zolee               | 10              | 10+1          | 10           | 10            | 41       | Továbbjutott  |
| 3                | Szabó Ádám             | It’s a Man’s Man’s Man’s World                                   | James Brown                 | 10              | 10            | 10           | 10            | 40       | Továbbjutott  |
| 4                | Miss Mood              | Blinding Lights                                                  | The Weeknd                  | 8               | 8             | 9            | 8             | 33       | Kiesett       |
| 5                | Horváth Boldi          | Scatman (Ski-Ba-Bop-Ba-Dop-Bop) / Scatman’s World                | Scatman John                | 10              | 9             | 10+1         | 9             | 39       | Továbbjutott  |
| 6                | Curtis                 | Sohase mondd                                                     | Hernádi Judit               | 10              | 10            | 10           | 10            | 40       | Továbbjutott  |
| Duett produkciók |                        |                                                                  |                             |                 |               |              |               |          |               |
| 7                | Miss Mood Szabó Ádám   | Señorita                                                         | Camila Cabello Shawn Mendes | 8               | 10            | 10           | 10            | 38       |               |
| 8                | Curtis Horváth Boldi   | Party Rock Anthem / Sexy and I Know It / Sorry for Party Rocking | SkyBlue (LMFAO) Redfoo      | 8               | 10            | 10           | 9             | 37       |               |
| 9                | Tóth Andi Vastag Csaba | Endless Love                                                     | Shania Twain Lionel Richie  | 9               | 9             | 9            | 8             | 35       |               |

- Extra produkció: Pápai Joci & Lotfi Begi – Kicsit őrült

### 9. adás (október 25.)
A kilencedik adásban a versenyzők két szólóprodukcióval állnak színpadra. Az egyik produkciót géppel sorsolták ki a nyolcadik adás végén, a második megformálandó előadót maguk a versenyzők választhatták három előadó közül.
- Közös produkció: Wake Me Up (Avicii)

| ✔ | – A versenyző által választott előadó |

| #  | Előadó        | Dal                                           | Eredeti előadó              | Pontozás        | Pontozás      | Pontozás     | Pontozás      | Pontozás | Eredmény      |
| #  | Előadó        | Dal                                           | Eredeti előadó              | Bereczki Zoltán | Kökény Attila | Köllő Babett | Papp Szabolcs | Összesen | Eredmény      |
| -- | ------------- | --------------------------------------------- | --------------------------- | --------------- | ------------- | ------------ | ------------- | -------- | ------------- |
| 1  | Tóth Andi     | Sax                                           | Fleur East                  | 10              | 10            | 10           | 10            | 40       | Továbbjutott  |
| 6  | Tóth Andi     | A Little Less Conversation                    | Elvis Presley (✔)           | 10              | 10            | 10           | 10            | 40       | Továbbjutott  |
| 2  | Szabó Ádám    | Tavaszi szél vizet áraszt / Don’t Stop Me Now | Freddie Mercury (Queen) (✔) | 8+1             | 8             | 9            | 7+1           | 34       | Továbbjutott  |
| 7  | Szabó Ádám    | Blurred Lines                                 | Robin Thicke                | 10              | 10            | 10           | 10            | 40       | Továbbjutott  |
| 3  | Horváth Boldi | Ha táncolsz velem / Táncolj még!              | Szűcs Judith                | 7               | 9+1           | 9            | 8             | 34       | Kiesett       |
| 10 | Horváth Boldi | Tears in Heaven                               | Eric Clapton (✔)            | 9               | 9             | 10           | 9             | 37       | Kiesett       |
| 4  | Curtis        | Kell ott fenn egy ország                      | Zorán (✔)                   | 10              | 10            | 10           | 10            | 40       | Továbbjutott  |
| 9  | Curtis        | Mama                                          | Mary Zsuzsi                 | 10              | 10            | 10           | 10            | 40       | Továbbjutott  |
| 5  | Vastag Csaba  | Habanera                                      | Maria Callas (✔)            | 9               | 10            | 10+1         | 10            | 40       | Utolsó előtti |
| 8  | Vastag Csaba  | Wake Me Up Before You Go-Go                   | George Michael (Wham!)      | 8               | 9             | 9            | 8             | 34       | Utolsó előtti |

### 10. adás – elődöntő (november 1.)
Az elődöntőben a versenyzők két szólóprodukcióval álltak színpadra. Az egyik produkciót géppel sorsolták ki a kilencedik adás végén, a második megformálandó előadót a zsűritagok választották három előadó közül. Curtis nem jelent meg a pénteki, vasárnapi próbákon, majd az élő adásban sem, így kizárták a versenyből. A történtek miatt a többi elődöntős versenyző automatikusan továbbjutott a döntőbe. Az elődöntő győztese 1 versenypontos előnnyel indulhatott a döntőben.
- Közös produkció: Dynamite (BTS)

| ✔ | – A zsűritagok által választott előadó |

| # | Előadó       | Dal                             | Eredeti előadó                      | Pontozás        | Pontozás      | Pontozás     | Pontozás      | Pontozás | Eredmény     |
| # | Előadó       | Dal                             | Eredeti előadó                      | Bereczki Zoltán | Kökény Attila | Köllő Babett | Papp Szabolcs | Összesen | Eredmény     |
| - | ------------ | ------------------------------- | ----------------------------------- | --------------- | ------------- | ------------ | ------------- | -------- | ------------ |
| 1 | Vastag Csaba | Volare (Nel Blu Dipinto Di Blu) | Nicolas Reyes (Gipsy Kings)         | 10              | 10            | 10           | 10+1          | 41       | Továbbjutott |
| 4 | Vastag Csaba | How You Remind Me               | Chad Kroeger (Nickelback) (✔)       | 10              | 10            | 10           | 10            | 40       | Továbbjutott |
| 2 | Szabó Ádám   | Nyugi doki                      | Szandi                              | 10              | 10            | 10+1         | 10            | 41       | Továbbjutott |
| 6 | Szabó Ádám   | Nincs semmi másom               | Kökény Attila (✔)                   | 10              | 10            | 10           | 10            | 40       | Továbbjutott |
| 3 | Tóth Andi    | Run the World (Girls)           | Beyoncé                             | 9+1             | 10+1          | 10           | 10            | 41       | Továbbjutott |
| 5 | Tóth Andi    | Back to Black                   | Amy Winehouse (✔)                   | 10              | 10            | 10           | 10            | 40       | Továbbjutott |
| — | Curtis       | Gyulafirátót                    | Sub Bass Monster                    | —               | —             | —            | —             | —        | Kizárták     |
| — | Curtis       | A nagy ho-ho-horgász            | Orbán József (100 Folk Celsius) (✔) | —               | —             | —            | —             | —        | Kizárták     |

Extra produkciók
Az elődöntőben a korábbi adásokban kiesett versenyzők egy szóló extra produkciót adhattak elő egy külön versenyben. Fésűs Nelly eredetileg Nicole Scherzinger (Pussycat Dolls) lett volna, de pozitív lett a koronavírus-tesztje, így nem léphetett fel. A nézők szavazhattak versenyzőkre, a közönségdíj nyertese Opitz Barbi lett.
| # | Előadó              | Dal                                                                   | Eredeti előadó | Nézői szavazás | Nézői szavazás |
| # | Előadó              | Dal                                                                   | Eredeti előadó | Helyezés       | Százalék       |
| - | ------------------- | --------------------------------------------------------------------- | -------------- | -------------- | -------------- |
| 1 | Horváth Boldi       | What Is Love                                                          | Haddaway       | 2.             | 19,4%          |
| 2 | Pálmai Anna         | Jenny from the Block / Get Right / Waiting for Tonight / On the Floor | Jennifer Lopez | 7.             | 2,5%           |
| 3 | Molnár Tamás        | Purple Rain                                                           | Prince         | 5.             | 6,6%           |
| 4 | Miss Mood           | Remete lány                                                           | Zoltán Erika   | 3.             | 14,3%          |
| 5 | Péter Szabó Szilvia | Fallin’                                                               | Alicia Keys    | 4.             | 12,5%          |
| 6 | Pély Barna          | Most kéne abbahagyni                                                  | Kovács Kati    | 6.             | 4,5%           |
| 7 | Opitz Barbi         | Unstoppable                                                           | Sia            | 1.             | 40,2%          |

### 11. adás – döntő (november 8.)
A döntőben a versenyzők egy szólóprodukcióval és egy vendégelőadóval alkotott duettel álltak színpadra. A zsűri nem pontozott, csak szóban értékelte a produkciókat, a döntősök helyezése csak a nézői szavazatokon múlt. A döntőben a versenyprodukciók mindkét köre után indítottak egy szimpátiaszavazást, ahol a nézők SMS-ben is szavazhattak, valamint a harmadik helyezett kihirdetése utáni mindent eldöntő szavazásnál is lehetett SMS-ben is szavazni, az SMS-szavazatok az applikáción leadott szavazatok tízszeresét érték.
- Közös produkció: Never Can Say Goodbye (Gloria Gaynor)

| # | Előadó       | Dal                                         | Eredeti előadó            | Eredmény     |
| - | ------------ | ------------------------------------------- | ------------------------- | ------------ |
| 1 | Tóth Andi    | Respect                                     | Aretha Franklin           | 2. helyezett |
| 4 | Tóth Andi    | Ez annyira te (duett Kasza Tiborral)        | Dér Heni                  | 2. helyezett |
| 2 | Vastag Csaba | Personal Jesus                              | Dave Gahan (Depeche Mode) | 3. helyezett |
| 5 | Vastag Csaba | Meghalok, hogyha rám nézel (duett Dollyval) | Fenyő Miklós (Hungária)   | 3. helyezett |
| 3 | Szabó Ádám   | Rise Like a Phoenix                         | Conchita Wurst            | 1. helyezett |
| 6 | Szabó Ádám   | Menedék (duett Tóth Gabival)                | Pápai Joci                | 1. helyezett |

Extra produkciók
- Balázs Fecó, Berkes Olivér és DR BRS[megj 6] – Évszakok
- Charlie és a Name Project – Annyi minden történt
- Békefi Viktória – Cupido

| Előadók                                                 | Dal                                                                               | Eredeti előadók                                                             |
| ------------------------------------------------------- | --------------------------------------------------------------------------------- | --------------------------------------------------------------------------- |
| Opitz Barbi Péter Szabó Szilvia Pély Barna Molnár Tamás | Gimme! Gimme! Gimme! (A Man After Midnight) / Honey, Honey / Mamma Mia / Waterloo | Agnetha Fältskog Anni-Frid Lyngstad (ABBA) Benny Andersson Björn Ulvaeus    |
| Miss Mood Pálmai Anna Curtis Horváth Boldi              | Boom, Boom, Boom, Boom!!                                                          | Kim Sasabone Denise Post-Van Rijswijk (Vengaboys) Robin Pors Roy den Burger |

A nézői szavazatok alapján a hetedik évad győztese Szabó Ádám lett, így övé lett a 2020-as „Magyarország legsokoldalúbb előadóművésze” cím. Az egymillió forintos nyereményösszeget az Együtt az Autistákért Alapítvány javára ajánlotta fel.

## Nézettség
A +4-es adatok a teljes lakosságra, a 18–59-es adatok a célközönségre vonatkoznak. A táblázat csak a TV2 által főműsoridőben sugárzott adások adatait mutatja.
| Epizód   | Vetítés              | Teljes lakosság (+4) | Teljes lakosság (+4) | Teljes lakosság (+4) | Célközönség (18–59) | Célközönség (18–59) | Célközönség (18–59) | Forrás        |
| Epizód   | Vetítés              | AMR (fő)             | SHR (%)              | Heti helyezés        | AMR (fő)            | SHR (%)             | Heti helyezés       | Forrás        |
| -------- | -------------------- | -------------------- | -------------------- | -------------------- | ------------------- | ------------------- | ------------------- | ------------- |
| 1. adás  | 2020. augusztus 30.  | 761 235              | 19,3                 | 1.                   | 335 761             | 16,3                | 1.                  | [ 8 ] [ 9 ]   |
| 2. adás  | 2020. szeptember 6.  | 629 000              | 15,2                 | 6.                   | 206 000             | 13,5                | 4.                  | [ 10 ] [ 11 ] |
| 3. adás  | 2020. szeptember 13. | 753 000              | 18,3                 | 3.                   | 248 000             | 16,6                | 3.                  | [ 12 ] [ 13 ] |
| 4. adás  | 2020. szeptember 20. | 802 773              | 19,4                 | 3.                   | 418 588             | 18,8                | 3.                  | [ 14 ] [ 15 ] |
| 5. adás  | 2020. szeptember 27. | 849 885              | 20,1                 | 3.                   | 445 874             | 19,9                | 3.                  | [ 16 ] [ 17 ] |
| 6. adás  | 2020. október 4.     | 809 286              | 18,8                 | 3.                   | 414 378             | 18,3                | 4.                  | [ 18 ] [ 19 ] |
| 7. adás  | 2020. október 11.    | 840 685              | 18,9                 | 2.                   | 407 921             | 17,4                | 5.                  | [ 20 ] [ 21 ] |
| 8. adás  | 2020. október 18.    | 938 775              | 21,8                 | 2.                   | 458 826             | 20,1                | 2.                  | [ 22 ]        |
| 9. adás  | 2020. október 25.    | 961 671              | 21,8                 | 1.                   | 517 709             | 21,5                | 1.                  | [ 23 ]        |
| 10. adás | 2020. november 1.    | 899 374              | 21,0                 | 1.                   | 479 229             | 20,4                | 1.                  | [ 24 ]        |
| 11. adás | 2020. november 8.    | 1 023 454            | 22,5                 | 1.                   | 541 833             | 21,9                | 1.                  | [ 25 ]        |